# چارلی آستین
چارلز آستین (انگلیسی: Charles Austin؛ زادهٔ ۵ ژوئیهٔ ۱۹۸۹) بازیکن فوتبال اهل انگلستان است.